# Gladstone (Oregon)

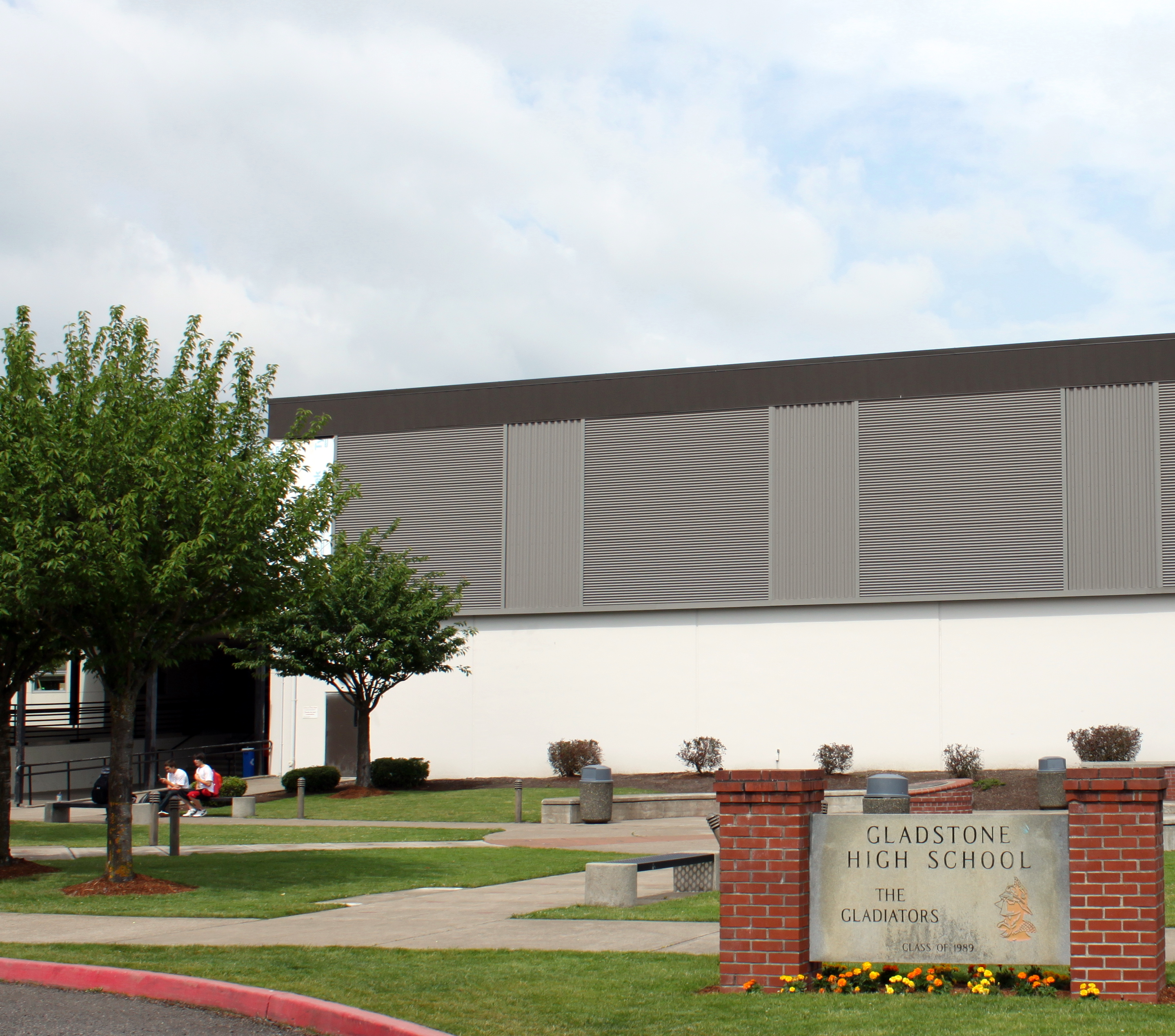
Institud de la ciutat

Gladstone és una població dels Estats Units a l'estat d'Oregon. Segons el cens del 2007 tenia 12.200 habitants.

## Demografia
Segons el cens del 2000, Gladstone tenia 11.438 habitants, 4.246 habitatges, i 3.014 famílies. La densitat de població era de 1.780,7 habitants per km².
Dels 4.246 habitatges en un 36% hi vivien nens de menys de 18 anys, en un 53,6% hi vivien parelles casades, en un 13,3% dones solteres, i en un 29% no eren unitats familiars. En el 21,6% dels habitatges hi vivien persones soles el 8,6% de les quals corresponia a persones de 65 anys o més que vivien soles. El nombre mitjà de persones vivint en cada habitatge era de 2,66 i el nombre mitjà de persones que vivien en cada família era de 3,11.
Per edats la població es repartia de la següent manera: un 26,6% tenia menys de 18 anys, un 9,3% entre 18 i 24, un 29,2% entre 25 i 44, un 23,4% de 45 a 60 i un 11,5% 65 anys o més.
L'edat mediana era de 36 anys. Per cada 100 dones de 18 o més anys hi havia 91,9 homes.
La renda mediana per habitatge era de 46.368$ i la renda mediana per família de 52.500$. Els homes tenien una renda mediana de 38.619$ mentre que les dones 28.300$. La renda per capita de la població era de 19.388$. Aproximadament el 6,6% de les famílies i el 9% de la població estaven per davall del llindar de pobresa.

## Poblacions properes
El següent diagrama mostra les poblacions més properes.